# Parc national du Rio Novo
Le parc national du Rio Novo (portugais : Parque Nacional do Rio Novo) est une réserve naturelle brésilienne visant à protéger les écosystèmes amazoniens. Elle se situe dans la région Nord, dans l'État du Pará.
Le parc fut créé le 1974 et couvre une superficie de 538 151 hectares.
Il s'étend sur le territoire de la municipalité d'Itaituba.